# Jod-129
Jod-129 (129I) je radioizotop jodu s poločasem rozpadu 1,57×107 roků, který se vyskytuje ve stopových množstvích v přírodě, ovšem je také předmětem zájmu při zkoumání štěpných produktů, kde se používá jako značkovač.

## Tvorba a přeměna
129I patří mezi sedm dlouhodobých produktů štěpení (s poločasem přeměny nad 200 000 let). Vzniká především štěpením jader uranu a plutonia v jaderných reaktorech. Do atmosféry se ve významných množstvích dostal při testech jaderných zbraní v 50. a 60. letech.
Tento izotop vzniká v malých množstvích i přirozeně při spontánním štěpení přírodního uranu, působením kosmického záření na atmosférický xenon, a také reakcemi mionů z kosmického záření s tellurem-130.
129I se přeměňuje s poločasem 15,7 milionů let nízkoenergetickou beta minus a gama přeměnou na stabilní xenon-129 (129Xe).

### Jako štěpný produkt
129I je jedním ze sedmi dlouhožijících štěpných produktů vznikajících ve významných množstvích, pravděpodobnost jeho vzniku při štěpení 235U je 0,706 %. Některé jiné izotopy jodu, například 131I se vytváří ve větším množství, ale mají krátké poločasy, takže jod ve vychladlém vyhořelém palivu je tvořen přibližně z 5 šestin 129I a z 1 šestiny jediným stabilním izotopem, 127I.  
Protože má 129I dlouhý poločas přeměny a v prostředí se poměrně snadno přemisťuje, tak má významnou roli při dlouhodobém nakládání s vyhořelým palivem. Předpokládá se, že 129I bude mít v hlubinných úložištích ze všech radionuklidů nejvýraznější dlouhodobé účinky.
Vzhledem k tomu, že účinný průřez 129I pro záchyt neutronu má nepříliš nízkou hodnotu 30 barnů, a nebývá výrazně naředěn ostatními izotopy prvku, tak byly zkoumány jeho možné přeměny v důsledku ozáření neutrony nebo vysokoenergetickými lasery.

## Použití

### Datování povrchových vod
129I není vyráběn pro praktická využití, ovšem jeho dlouhý poločas přeměny a snadný přenos v životním prostředí z něj činí izotop využitelný v několika druzích datování, jako je identifikování starých vod na základě obsahu přírodního 129I, případně 129Xe vznikajícího jeho přeměnou, případně odhalování mladších vod obsahujících od 60. let 20. století zvýšená množství 129I.

### Datování meteoritů
V roce 1960 zjistil fyzik John H. Reynolds, že některé meteority obsahují nadprůměrná množství 129Xe, a předpokládal, že půjde o produkt přeměny radioaktivního 129I. Tento izotop se v přírodě ve větších množstvích vytváří pouze v supernovách. Jelikož je poločas přeměny 129I v astronomickém měřítku krátký, tak tato skutečnost naznačuje, že doba mezi výbuchem supernovy a zachycením 129I v pevném tělesu nebyla dlouhá. Výbuch supernovy a tvorba pevným těles byly součástmi raných dějin Sluneční soustavy, kde 129I vznikl nedlouho před jejím vytvořením a stal se složkou její hmoty. Příslušná supernova je také pravděpodobnou příčinou kolapsu sluneční mlhoviny.